# Adéla Vartová
Ing. Adéla Vartová (* 2. května 1982) je česká modelka, superfinalistka České Miss 2008, zakladatelkou a ředitelkou modelingové agentury VAMP models.
Pochází z Děhylova. V roce 2002 maturovala na Soukromém šestiletém gymnáziu - Hrabůvka v Ostravě. Vystudovala Vysokou školu hotelovou v Praze. V roce 2010 byl krátce jejím přítelem Miroslav Šimůnek. Poté byl jejím přítelem podnikatel Vladimír Konvalinka, exmanžel modelky Kateřiny Průšové. V lednu 2014 se skoro provdala na Bali za majitele automyčky Richarda Kettnera.
V 25 letech se zúčastnila finále České Miss 2008. Poté pracovala v reklamách a účastnila se přehlídek. Má vlastní modelingovou agenturu VAMP models v Ostravě. Propůjčila svou tvář například kávě Jacobs Velvet nebo světové kampani Pantene. Nafotila kalendář Bali 2014 s Petrou Faltýnovou, Terezou Fajksovou, Simonou Dvořákovou a dalšími (fotograf Jarda Urban).[zdroj?]